# Troy McClure
Troy McClure je fiktivní postava z amerického animovaného seriálu Simpsonovi. Původně mu propůjčil hlas Phil Hartman a poprvé se objevil v epizodě 2. řady Homer a desatero aneb Každý krade, jak dovede. McClure je herec, jenž se většinou věnuje podřadné práci, například moderování vzdělávacích filmů a reklam. Objevuje se jako hlavní postava v dílu Ryba jménem Selma, v němž se ožení se Selmou Bouvierovou, aby pomohl své upadající kariéře a potlačil zvěsti o svém osobním životě. McClure také „moderuje“ Slavnostní epizodu a díl Simpsonovi. 
McClure byl částečně založen na béčkových filmových hercích Troyi Donahueovi a Dougu McClureovi, stejně jako na samotném Hartmanovi. Po Hartmanově vraždě 28. května 1998 byly dvě jeho postavy ze Simpsonových vyřazeny a Hartman se jako McClure naposledy objevil v epizodě 10. řady Bart v úloze matky o čtyři měsíce později. Od odstranění ze seriálu byl McClure často uváděn jako jedna z nejoblíbenějších postav Simpsonových. V roce 2006 zařadilo IGN McClurea na první místo svého seznamu 25 nejlepších periferních postav Simpsonových.

## Role vSimpsonových
Troy McClure je stereotypní hollywoodská hvězda, na začátku 70. let byl hvězdou, ale jeho kariéra šla dolů kvůli zvěstem o parafilii s rybami. Ve většině svých vystoupení v seriálu uvádí krátké videoklipy, které ostatní postavy sledují v televizi nebo na veřejném místě. Často uvádí vzdělávací videa a televizní reklamy. McClure se představuje slovy: „Ahoj, jsem Troy McClure. Možná si mě pamatujete z filmů jako…“, přičemž zmíní dva tituly, které jsou podobné jeho současnému vystoupení.
McClureova nejvýraznější role se objevuje v epizodě 7. řady Ryba jménem Selma. V epizodě McClure naváže vztah se Selmou Bouvierovou, kterou potká, když mu dělá oční test na oddělení motorových vozidel. Tento vztah oživí jeho kariéru a vede ho k účinkování ve hře Stop the Planet of the Apes, I Want to Get Off!, divadelní muzikálové verzi filmu Planeta opic. Aby McClure ještě více podpořil svou kariéru, navrhne mu jeho agent, aby se oženil. Selma, aniž by věděla o McClureově motivaci, jeho nabídku k sňatku přijme a nastěhuje se do McClureova domu, modernistické budovy, která připomíná dům Chemosphere. Na rozlučce se svobodou řekne opilý McClure Homeru Simpsonovi, že sňatek je jen fikce, jež má pomoci jeho kariéře. Homer na svatbě nic neřekne, ale později se o McClureově přiznání mimoděk zmíní Marge, která o tom informuje svou sestru. Selma se přesto rozhodne s McClurem zůstat, ale znepokojí ji, když McClureův agent dvojici doporučí, aby si pořídili dítě (protože „všechny velké role dnes dostávají muži od rodiny“). Dítě zajistí McClureovi obsazení do role McBainova parťáka ve filmu McBain IV: Osudový výboj, ale Selma není ochotná přivést dítě do vztahu bez lásky a rozhodne se McClurea opustit. McClure nakonec roli dostane, ale odmítne ji, aby mohl režírovat a hrát ve svém vlastním oblíbeném projektu, filmu společnosti 20th Century Fox s názvem Podivuhodný příběh profesora Horatia Hufnagela.
Kromě účinkování v příběhu se McClure objevuje jako moderátor Slavnostní epizody a dílu Simpsonovi. První z nich je pohled do zákulisí Simpsonových, kde odpovídá na otázky a obsahuje další „dosud neviděný“ materiál. Druhá epizoda představuje tři možné spin-offy Simpsonových.

### Další výskyty
Z McClurea byla vytvořena akční figurka v rámci řady hraček World of Springfield, která byla vydána v roce 2002 ve vlně „Celebrity Series 1“. Krátce se také objevuje ve videohře The Simpsons: Virtual Springfield, kde hráči představuje město Springfield.

## Postava

### Vytvoření
McClure byl vytvořen na základě typického „vymytého“ hollywoodského herce. Jako inspirace pro jeho jméno a některé charakterové aspekty posloužili béčkoví filmoví herci Troy Donahue a Doug McClure. Dougu McClureovi připadala tato pocta vtipná a jeho děti mu říkaly „Troy McClure“, když se k němu otočily zády. Podle tvůrce seriálu Matta Groeninga byl do role obsazen Phil Hartman díky své schopnosti vytěžit „maximální množství humoru“ z každé hlášky, kterou dostal. Vizuálně se McClure podobá samotnému Hartmanovi. Při jeho navrhování byla McClureovi přidána další linka pod očima, která měla naznačit, že postava prodělala chirurgický zákrok.
Ve velmi krátkém vystoupení v epizodě 2. řady Spasitel trapitel Troye namluvil Dan Castellaneta.

### Vývoj
Podle výkonného producenta Ala Jeana scenáristé často používali McClurea jako „panické tlačítko“ a přidávali postavu, když měli pocit, že epizoda potřebuje více humoru.
Postava McClurea je nejvíce rozvinuta v epizodě Ryba jménem Selma, která poskytuje hlubší pohled do jeho soukromého života a minulosti. Showrunneři Bill Oakley a Josh Weinstein byli Hartmanovými fanoušky a přáli si natočit epizodu výhradně o McClureovi, aby Hartmanovi dali co nejvíce práce. Z toho vzešel nápad na McClureovo manželství se Selmou Bouvierovou, protože se „pořád vdávala za někoho jiného“. Animátor Mark Kirkland byl obzvlášť rád, že McClure byl hvězdou epizody. Bavilo ho interpretovat Hartmanovy hlasové výstupy a epizoda jemu a ostatním animátorům umožnila McClurea „vizuálně otevřít jako postavu“.
V celém dílu Ryba jménem Selma je naznačeno, že se McClure dopouští podivného sexuálního chování. Scenáristé zpočátku nevěděli, o jakou „nechutnou“ sexuální preferenci půjde, ale nakonec se rozhodli pro rybí fetiš, přičemž využili návrhu výkonného producenta Jamese L. Brookse. Josh Weinstein popsal koncept rybího fetiše jako „tak zvrácený a podivný, že to bylo za hranou“.

### Odstranění ze seriálu
Phil Hartman byl v roce 1998 zavražděn. Místo toho, aby roli znovu obsadil novým dabérem, produkční štáb McClurea spolu s další Hartmanovou stálou postavou, Lionelem Hutzem, odstranil ze seriálu. McClure se naposledy objevil v dílu 10. řady Bart v úloze matky, která byla věnována Hartmanovi. Před svou smrtí Hartman často vyjadřoval zájem o účinkování v hraném filmu o McClureovi, který by napsali někteří ze scenáristů seriálu. Poznamenal, že se „těšil na svůj hraný film, který by propagoval (McClureovo) vystoupení v Betty Ford“. Matt Groening později pro Empire uvedl, že se tento nápad nikdy „nedostal dál než k nadšení“, ale „byla by to opravdu zábava“. Ačkoli postava ztratila mluvené role, stále se objevovala v rolích v pozadí v dalších epizodách.

## Přijetí a kulturní vliv
I po svém odstranění ze seriálu zůstává Troy McClure oblíbenou vedlejší postavou. IGN zařadil McClurea na první místo ve svém seznamu 25 nejlepších periferních postav Simpsonových z roku 2006 a označil ho za „úžasně bizarní a zábavnou postavu, která ukazuje to nejlepší, čím mohou být malé role v Simpsonových“. V článku o hostujících hvězdách Simpsonových z roku 2007 Adam Finley z TV Squad napsal, že McClure je „zodpovědný za některé z nejvtipnějších momentů v historii Simpsonových“. Hartman se umístil na prvním místě v seznamu 25 nejoblíbenějších hostujících hvězd Simpsonových, který sestavil AOL. Chris Turner v Planet Simpson tvrdí, že McClure a Lionel Hutz „společně (…) představují nejvýznamnější přínos seriálu mimo jeho stálé obsazení“, a dodává, že „zlatý věk seriálu si bez nich lze jen těžko představit“. Pokračuje: „Chytrácký hollywoodský typ (…) byl už do smrti omšelý, ale Hartmanova verze mu s každým dalším vystoupením vdechovala nový život. McClure se stal apoteózou stereotypu, niterně vtipnou reinterpretací, jejíž charakteristický úvod (…) se stal zkratkou pro označení jakékoli hrubě umělé mediální postavy.“.
Nejvýraznější epizoda s McClurem, Ryba jménem Selma, je oblíbená u mnoha členů štábu seriálu a několik publikací ji uvedlo jako jednu z nejlepších epizod seriálu. Časopis Entertainment Weekly umístil epizodu na osmé místo v žebříčku 25 nejlepších epizod seriálu Simpsonovi a server IGN ji označil za nejlepší epizodu 7. řady a označil ji za „jasnou volbu“. Za nejlepší moment dílu a „možná i celého seriálu“ považovali také McClureův muzikál z Planety opic.
McClure byl jednou z nejznámějších rolí Phila Hartmana. Svým McClureovým hlasem často bavil diváky mezi záběry při natáčení epizod NewsRadia. Poznamenal: „Mými nejoblíbenějšími fanoušky jsou fanoušci Troye McClurea.“. Dodal: „Je to jediná věc, kterou ve svém životě dělám a která je téměř mým povoláním. Dělám to z čisté lásky k tomu.“. Mnoho Hartmanových nekrologů zmiňuje jeho práci jako McClurea jako jeden z vrcholů jeho kariéry. BBC uvedla, že Hartmanův „hlas znaly miliony lidí“ díky McClureovi a Lionelu Hutzovi.
Název písně na devátém řadovém albu americké indierockové skupiny Yo La Tengo And Then Nothing Turned Itself Inside-Out „Let's Save Tony Orlando's House“ vychází z telemaratonu, který McClure pořádá v epizodě Marge na útěku. Ira Kaplan, zpěvák a kytarista skupiny Yo La Tengo, v rozhovoru pro The A.V. Club uvedl, že baskytarista skupiny James McNew nazpíval řadu instrumentálních skladeb z filmografie Troye McClurea.